# 鈴木祐 (競馬)
鈴木 祐（すずき ゆう、1995年6月7日 - ）は、地方競馬の岩手県競馬組合・盛岡競馬場櫻田康二厩舎所属の騎手である。

## 来歴・人物
競馬とは関係がない家系であり、騎手を目指した理由は父親が勧めててきたため。中学卒業後は騎手になる夢と並行して馬術のインターハイ優勝という夢もあったので馬術部のある茨城県立水戸農業高校へ進学する。
高校卒業後地方競馬教養センター騎手課程第94期生として入学し、2016年に卒業。岩手競馬の櫻田康二厩舎所属となる。
2016年4月16日、水沢競馬第1競走でミエノコマンダーで初騎乗を果たし、初騎乗初勝利を飾る。
2017年、NAR優秀新人騎手賞を受賞。
2018年6月4日、盛岡競馬第8競走でスクリーンハッピーに騎乗し勝利。1514戦目で地方通算100勝目を達成した。
2018年10月28日、知床賞でヤマショウブラックに騎乗し1着。重賞初制覇を飾った。

## 主な騎乗馬
- ヤマショウブラック（2018年知床賞）
- シゲルカガ（2018年夏油賞）
- グランコージー（2019年若駒賞、寒菊賞、2020年ダイヤモンドカップ）
- ランガディア（2020年赤松杯、シアンモア記念、みちのく大賞典）
- アップクォーク（2020年せきれい賞）
- キラットダイヤ（2021年 - 2023年早池峰スーパースプリント3連覇、絆カップ3連覇、2021年・2022年岩鷲賞連覇、2021年・2023年ヴィーナススプリント）[6]
- ピカンチフラワー（2025年あやめ賞）